# Џејсон Тејтум
Џејсон Кристофер Тејтум (енгл. Jayson Christopher Tatum; Сент Луис, Мисури, 3. март 1998) амерички је кошаркаш. Игра на позицији крила и крилног центра, а тренутно наступа за Бостон селтиксе са којима је освојио НБА прстен у сезони 2023/24.
Са америчком репрезентацијом освојио је златну медаљу на Лењтим олимпијским играма у Токију 2020. и Паризу 2024. Држи рекорд по броју постигнутих поена на једној НБА ол-стар утакмици утакмици (55). Такође је рекордер и по броју поена постигнутих у седмој утакмици било које НБА плеј-оф серије (51).

## Успеси

### Клупски
- Бостон селтикси:
  - НБА (1): 2023/24.

### Репрезентативни
- Светско првенство до 17 година:  2014.
- Светско првенство до 19 година:  2015.
- Олимпијске игре:  2020, 2024.

### Појединачни
- Најкориснији играч НБА ол-стар меча (1): 2023.
- Најкориснији играч финала Источне конференције НБА (1): 2022.
- НБА ол-стар меч (6): 2020, 2021, 2022, 2023, 2024, 2025.
- Идеални тим НБА — прва постава (4): 2021/22, 2022/23, 2023/24, 2024/25.
- Идеални тим НБА — трећа постава (1): 2019/20.
- Идеални тим новајлија НБА — прва постава: 2017/18.
- Победник НБА такмичења у вештинама (1): 2019.